# چایئوانی
چایئوانی (به اسپانیایی: Challhuani) یک کوه در پرو است که در استان کارابایا واقع شده‌است. چایئوانی ۵٬۰۰۰ متر بالاتر از سطح دریا واقع شده‌است.